# Асколи Пичено (округ)
Округ Асколи Пићено (итал. Provincia di Ascoli Piceno) је округ у оквиру покрајине Марке у средишњој Италији. Седиште округа и највеће градско насеље округа је истоимени град Асколи Пићено.
Површина округа је 1.228 км², а број становника 214.068 (2010. године).

## Природне одлике
Округ Асколи Пићено чини јужни део историјске области Марке. Он се налази у средишњем делу државе, са изласком на Јадранско море на истоку. На западу се налази средишњи део планинског ланца Апенина. Између њих налази се бреговито подручје познато по виноградарству и производњи вина.

## Становништво
По последњем попису из 2010. године у округу Асколи Пићено живи близу 215.000 становника. Густина насељености је велика, око 175 ст/км². Источна, приморска половина округа је знатно боље насељена, нарочито око града Асколи Пићена. Западни, планински део је ређе насељен и слабије развијен.
Поред претежног италијанског становништва у округу живе и велики број досељеника из свих делова света.

## Општине и насеља
У округу Асколи Пићено постоји 33 општине (итал. Comuni).
Најважније градско насеље и седиште округа је град Асколи Пићено (51.000 ст.) у јужном делу округа. Други по величини је град Сан Бенедето дел Тронто (48.000 ст.) у источном делу округа.